# Los Fresnos, Veracruz
Los Fresnos är en ort i Mexiko.   Den ligger i kommunen La Perla och delstaten Veracruz, i den sydöstra delen av landet, 220 km öster om huvudstaden Mexico City. Los Fresnos ligger 1 845 meter över havet och antalet invånare är 675.
Terrängen runt Los Fresnos är kuperad åt nordost, men åt sydväst är den bergig. Runt Los Fresnos är det mycket tätbefolkat, med 1 361 invånare per kvadratkilometer. Närmaste större samhälle är Orizaba, 11,3 km söder om Los Fresnos. Trakten runt Los Fresnos består till största delen av jordbruksmark.